# Лудвиг фон Хакеборн
Лудвиг фон Хакеборн (на немски: Ludwig von Hakeborn; * пр. 1253; † сл. 5 октомври 1298) е благородник, господар на Хакеборн при Ашерслебен в Саксония-Анхалт.
Той е малкият син син на Албрехт II фон Хакеборн († 1252/ сл. 1255). Внук е на Албрехт I фон Хакеборн († сл. 1215/сл. 1231), господар на Випра, и съпругата му Гертруд вероятно фон Цигенхайн († сл. 1207), дъщеря на граф Гозмар IV фон Райхенбах-Цигенхайн, домфогт на Фулда († сл. 1193). Брат е на Албрехт III фон Хелфта-Хакеборн († сл. 1304/1305), Гертруд фон Хакеборн († сл. 1291/1292), абатиса на манастир Хелфта (1251 – 1292), светицата Мехтилд фон Хакеборн († 1298), монахиня в манастир Хелфта, и на друга сестра, омъжена за Хойер II фон Фридебург († сл. 1269/пр. 1277). Двамата братя правят големи дарения от имоти на манастир Хелфта до Айзлебен.
Резиденцията замък Хакеборн при Ашерслебен. От 1175 г. фамилията притежава замък Випра при Зангерхаузен. Господарите фон Хакеборн продават замък Випра през 1328 г. на архиепископство Магдебург.
Лудвиг фон Хакеборн умира на 5 октомври 1298 г. и е погребан в Грос Щрелен.

## Фамилия
Лудвиг фон Хакеборн се жени за София фон Анхалт-Цербст († сл. 9 януари 1290), дъщеря на княз Зигфрид фон Анхалт-Цербст († 1298) и принцеса Катарина (Ериксдотер/Биргерсдотер) от Швеция († 1289), сестра на шведския крал Валдемар (упр. 1250 – 1275). Те имат децата:
- Албрехт V фон Хакеборн ’Млади’, господар на Випра († сл. 1324); има шест деца
- Фридрих фон Хакеборн († сл. 1354)
- Йохан фон Хакеборн († сл. 1326)
- София фон Хакеборн († сл. 1313), омъжена за рицар Буркхард фон дер Асебург, господар на Моринген († 1 февруари 1345), син на рицар Буркхард фон Волфенбютел/фон дер Асебург, фогт на Хайнинген († сл. 1303) и Кунигунда фон Халермунд († 1302/1304)
- дъщеря, омъжена за Гебхард IX фон Кверфурт († сл. 1316), син на Герхард II фон Кверфурт († сл. 1300) и Луитгард фон Регенщайн († сл. 1274)